# Sequencia serrata
Sequencia serrata ist die einzige Art der Pflanzengattung Sequencia in der Unterfamilie Navioideae innerhalb der Familie der Bromeliengewächse (Bromeliaceae). Früher wurden sie in die Unterfamilie Pitcairnioideae eingeordnet.

## Beschreibung
Die Unterscheidung zu den anderen Gattungen dieser Unterfamilie ist die Kombination von Merkmalen, ist aber molekulargenetisch begründet.

### Vegetative Merkmale
Bei Sequencia serrata handelt sich um eine ausdauernde krautige Pflanze. Sie wächst lithophytisch. Die niederliegende Sprossachse ist gedreht und weist einen Durchmesser von etwa 20 Zentimetern auf.
In grundständigen Rosetten stehen die Laubblätter zusammen. Die einfachen, kahlen Blattspreiten sind bei einer Länge von bis zu 1,8 Metern sowie einer Breite von bis zu 2 Zentimetern linealisch mit geschwänzt zugespitztem oberen Ende. Der Blattrand ist an der Spreitenbasis entfernt gesägt mit etwa 3 Millimeter langen Stacheln und auf dem restlichen Bereich winzig gesägt bewehrt.

### Generative Merkmale
Sequencia serrata bildet einen gedrungenen, flockig behaarten Blütenstandsschaft mit laubblattähnlichen Hochblättern. Der locker rispig verzweigte, flockig behaarte Gesamtblütenstand besteht aus rispigen Teilblütenständen und der Endblütenstand ist über 20 Zentimeter lang. Die untersten Tragblätter sind kürzer als die Teilblütenstandsachsen, schmal-dreieckig und gesägt. Die schlanken Teilblütenstandsachsen sind flockig behaart. Die Deckblätter sind breit-eiförmig mit lang-geschwänztem oberen Ende und sie überragen kaum die Basis der Kelchblätter. Blütenstiele sind kaum erkennbar und die Blüten sind ausgebreitet bis zurückgekrümmt an den Teilblütenstandsachsen angeordnet.
Die zwittrigen Blüten sind radiärsymmetrisch und dreizählig mit doppelter Blütenhülle. Die drei freien, dicht mit Schuppen bedeckten Kelchblätter sind bei einer Länge von etwa 4 Millimetern eiförmig und kappenförmig. Die drei freien Kronblätter wirken an ihrer Basis wie genagelt sind 5 bis 6 Millimeter lang und enden stumpf. Es sind zwei Kreise mit je drei freien Staubblättern vorhanden; die überragen die Blütenkrone nicht. Drei Fruchtblätter sind zu einem gedrungenen, zweidrittel oberständigen (Unterschied zu allen anderen Gattungen dieser Unterfamilie) Fruchtknoten verwachsen. Der Griffel ist etwa so lang wie die Kronblätter.
Die Blütenformel lautet:
{\displaystyle \star \;K_{3}\;C_{3}\;A_{3+3}} oder {\displaystyle G_{\underline {(3)}}}
Die dreifächerigen Kapselfrüchte öffnen sich fachspaltig = lokulizid und enthalten wenige Samen. Die schmalen Samen besitzen an beiden Enden je ein Anhängsel.

## Vorkommen
Sie kommt nur in den kolumbianischen Departamentos Amazonas Vaupés vor.
Dieser Endemit gedeiht auf felsigen Standorten nur auf den niedrigen Sandstein-Tafelbergen Cerro de Circasia, Cerro Yapobodá, Cerro de Canenda in der Savanne in Höhenlagen von meist 300 bis 450 (150 bis 680) Metern. In der Roten Liste der gefährdeten Arten wird 2019 Sequencia serrata als LC = „Least Concern“ = „nicht gefährdet“ bewertet.

## Systematik
Die Erstbeschreibung erfolgte 1942 unter dem Namen (Basionym) Brocchinia serrata durch Lyman B. Smith in Caldasia, Volume 1, 4, Seite 14, Figur 2.
Die Gattung Sequencia wurde 2007 mit der Art Sequencia serrata (L.B.Sm.) Givnish durch Thomas.J. Givnish in Thomas J. Givnish, Kendra C. Millam, Paul E. Berry, Kenneth J. Sytsma: Phylogeny, adaptive radiation, and historical biogeography of Bromeliaceae inferred from ndhF sequence data. in Aliso, Volume 23, 2007, Rancho Santa Ana Botanic Garden, S. 18 aufgestellt. Der Gattungsname Sequencia bezieht sich darauf, dass sie aufgrund von DNA-Sequenzen als eigenständig erkannt wurde. Das Artepitheton serrata bedeutet „gesägt“.
Da molekulargenetische Untersuchungen ergaben, dass die Unterfamilie Pitcairnioideae in ihrem ursprünglichen Umfang nicht monophyletisch war, wurde sie in mehrere Unterfamilien aufgeteilt. Dabei wurde die Unterfamilie Navioideae reaktiviert mit den Gattungen Brewcaria, Navia, Sequencia, Steyerbromelia und Cottendorfia.
Die einzige Art der Gattung Sequencia ist:
- Sequencia serrata (L.B.Sm.) Givnish[3][5][6]